# Simon-Nicolas-Henri Linguet

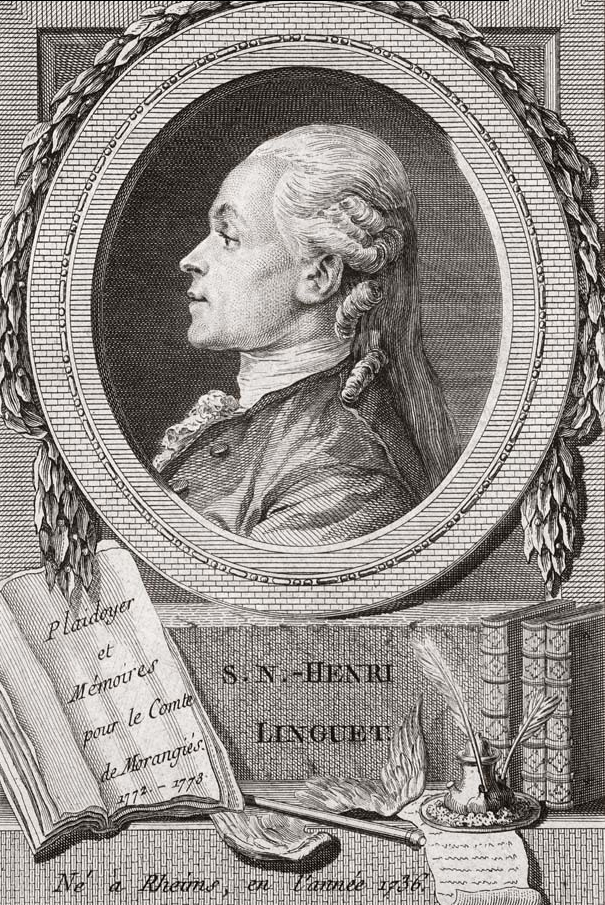
Simon Henri Nicolas Linguet

Simon-Nicolas-Henri Linguet (Reims, 14 de julio de 1736 - París, 27 de junio de 1794), abogado, periodista, hispanista, traductor y hombre de letras francés, a la vez opuesto a los filósofos enciclopedistas, a los jansenistas y sobre todo al liberalismo económico desatado por la Revolución Francesa, cuyas consecuencias para las clases trabajadoras denunció virulentamente.

## Biografía
Era hijo de un padre nacido en las Ardenas, abogado en el Parlamento y vicepresidente del Colegio de Navarra, y de una madre de Reims, descendiente de Nicolas Bergier.
Alumno brillante, hizo sus estudios en París y antes de la Revolución ejerció como abogado. Frecuentó los círculos antifilosóficos y reunió y publicó algunos trabajos literarios, entre ellos traducciones de piezas teatrales de Lope de Vega y Pedro Calderón de la Barca. Tras diez años de displicente profesión legal, se reconvirtió en periodista y redactó la hoja semanal de Charles-Joseph Panckoucke, el Journal de Politique et de Littérature. Este diario atacó a casi todos los círculos. Algunos meses más tarde, Linguet tuvo que abandonar su puesto a causa de los virulentos ataques de los miembros de la Academia Francesa y bajo la presión ministerial de Vergennes y Miromesnil.
«Fogoso, cáustico, sarcástico, se hizo enemigos por doquier, acusando a unos y otros al derecho y al revés. Pretendía que la mayoría de los abogados declamara contra el derecho romano».
Después de haberse granjeado la enemistad del poder y de las instituciones literarias, el libelista Linguet se exilió voluntariamente a Londres, donde lanzó en marzo de 1777 los Annales civiles, Politiques et Littéraires. Poco después continuó su empresa editorial en Austria, pero, llegado a París en septiembre de 1780, fue encarcelado en la Bastilla entre 1780 y 1782 y pidió a Inglaterra su liberación. Allí escribió los Annales y su leidísima Mémoire sur la Bastille. Al año siguiente hizo campaña para la reapertura de las bocas del Escaut. El gobierno austriaco le concedió carta de nobleza y arregló su retorno a Francia. Protegido por José II de Austria y por Luis XVI de Francia, a quien gustaba su estilo periodístico, volvió a Francia con la aureola de un héroe popular.
Sus Mémoires sur la Bastille le hicieron muy célebre tras la Revolución Francesa. Tras una estancia en la Bélgica durante la revuelta de 1789, se aproximó al Club de los Cordeleros o jacobinos.
En 1791 asumió la defensa de la asamblea colonial de Santo Domingo ante la Asamblea constituyente de 1789. Bajo la Asamblea nacional legislativa (Primera República) acusó al ministro Antoine François Bertrand de Molleville.
A la mitad de 1792 abandonó el periodismo y se retiró a las tierras del Castillo de Marnes-lès-Saint-Cloud (actualmente Marnes-la-Coquette), donde llevó una vida filantrópica.
Sin embargo, fue arrestado bajo el Terror con la acusación de haber publicado artículos elogiosos a la monarquía en su periódico a cambio de gratificaciones de monarquías extranjeras antes de la Revolución Francesa. Unas cartas encontradas en el Armario de hierro no hicieron nada por su caso y al fin fue sentenciado y conducido a la guillotina el 9 de messidor año II (27 de junio de 1794). Fue enterrado en el cementerio de Picpus.

## Pensamiento
Su pensamiento político es complejo y a menudo de apariencia contradictoria. Aunque haya escrito elogios de José II de Austria, aportó dinero a la revolución brabanzona. Y aunque denunció el "despotismo" del Ancien Régime, desconfiaba del "pueblo" en revolución. Adversario del partido filosófico, sus obras están contaminadas por un radicalismo sin mesura. Finalmente, es acusado también de colusión con la monarquía. Y no puede ser sino curioso un contrarrevolucionario que defendía un igualitarismo próximo al de babuvismo.
Publicó más de cincuenta obras y fundó los Annales Politiques, Civiles et Littéraires du Dix-huitième Siècle (1777-1792). Fue objeto de numerosos estudios, de los que el más antiguo es quizás el de Charles Monselet en Les originaux du siècle dernier: les oubliés et les dédaignés.
- Socrate: tragédie en cinq actes, Ámsterdam : chez Marc-Michel Rey, 1764.
- Le fanatisme des philosophes, 1764